# Полуденный Бардым
Полуденный Бардым — река в России, протекает в Нижнесергинском районе Свердловской области. Исток в лесу недалеко от границы с Челябинской областью. Течет преимущественно в северном направлении. Устье реки находится в 28 км по левому берегу реки Бардым. Длина реки составляет 18 км. Основные притоки — реки Петухова, Сальникова и Мишиха (левые).
Система водного объекта: Бардым → Серга → Уфа → Белая → Нижнекамское водохранилище → Кама → Волга → Каспийское море.

## Данные водного реестра
По данным государственного водного реестра России относится к Камскому бассейновому округу, водохозяйственный участок реки — Уфа от Нязепетровского гидроузла до Павловского гидроузла, без реки Ай, речной подбассейн реки — Белая. Речной бассейн реки — Кама.
Код объекта в государственном водном реестре — 10010201112111100020735.